# غونتر هيرشمان
غونتر هيرشمان (بالألمانية: Günter Hirschmann)‏ (8 ديسمبر 1935 في ألمانيا - 28 ديسمبر 2023) هو لاعب كرة قدم ألماني (وحمل سابقاً جنسية ألمانيا الشرقية) في مركز الوسط. شارك مع منتخب ألمانيا الشرقية لكرة القدم. أما مع النوادي، فقد لعب مع نادي ماغديبورغ.

## وصلات خارجية
- غونتر هيرشمان على موقع قاعدة بيانات كرة القدم.إي يو (الإنجليزية)
- غونتر هيرشمان على موقع ناشيونال فوتبول تيمز (الإنجليزية)
- غونتر هيرشمان على موقع عالم كرة القدم.نت (الإنجليزية)